# Ruby (Alaska)
Ruby és una població dels Estats Units a l'estat d'Alaska. Segons el cens del 2007 tenia 169 habitants.

## Demografia
Segons el cens del 2000, Ruby tenia 350 habitants. La densitat de població era de 9,6 habitants/km².
Per edats la població es repartia de la següent manera: un 37,8% tenia menys de 18 anys, un 8% entre 18 i 24, un 23,4% entre 25 i 44, un 25,5% de 45 a 60 i un 5,3% 65 anys o més.
L'edat mitjana era de 33 anys. Per cada 100 dones de 18 o més anys hi havia 108,9 homes.
La renda mitjana per habitatge era de 24.375 $ i la renda mitjana per família de 26.667 $. Els homes tenien una renda mitjana de 21.250 $ mentre que les dones 24.167 $. La renda per capita de la població era de 9.544 $. Aproximadament el 23,8% de les famílies i el 32,3% de la població estaven per davall del llindar de pobresa.

## Poblacions més properes
El següent diagrama mostra les poblacions més properes.